# Cèlebes

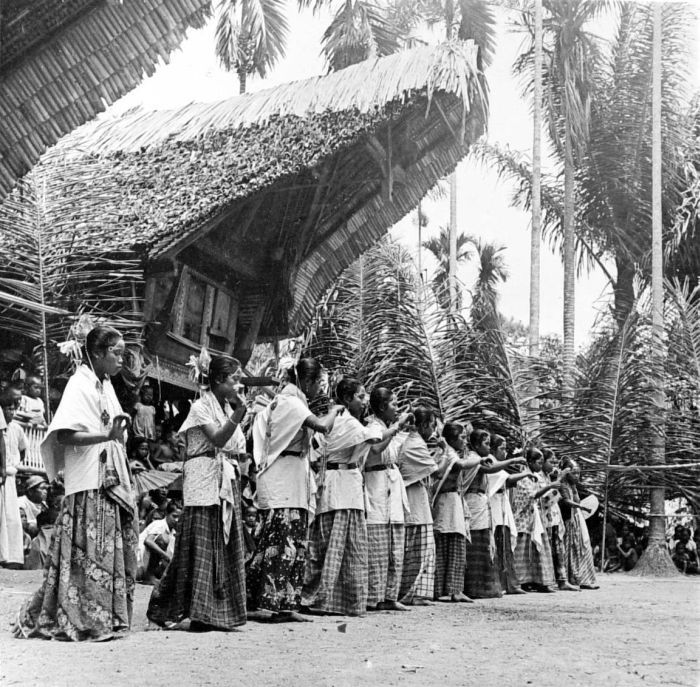
Dansa tradicional a Kampong Sadang, Cèlebes 1948

Cèlebes, també coneguda habitualment amb el nom indonesi de Sulawesi, és una de les grans illes d'Indonèsia. Amb 174.600 km², és l'onzena illa més gran del món. L'illa és entre l'illa de Borneo a l'oest, de la qual la separa l'estret de Macassar; les illes filipines de Sulu i Mindanao al nord, separades per la mar de Cèlebes; les Moluques a l'est, separades per la mar de les Moluques i la mar de Banda, i les illes Petites de la Sonda al sud (Flores, Timor), separades per la mar de Flores. La línia de Wallace passa per l'estret de Macassar.
Les Cèlebes eren famoses pels pinisi, vaixells mercants dels buguis de Macassar, que solcaven a vela tots els mars interiors d'Indonèsia en temps passats. Els buguis es varen dispersar per tots els arxipèlags, mentre que els toraja, un dels altres pobles famosos de Cèlebes, viuen a l'interior de l'illa. Els Toraja són coneguts per llurs rituals funeraris i l'arquitectura de les cases tradicionals.

## Etimologia
El nom de Sulawesi possiblement prové de les paraules sula ("illa") i besi ("ferro") i pot referir-se a l'exportació històrica de ferro dels rics jaciments de ferro del llac Matano. El nom va començar a utilitzar-se comú en anglès després de la independència d'Indonèsia.
El nom de Cèlebes va ser donat originalment a l'illa pels exploradors portuguesos. Tot i que la seva traducció directa no està clara, es podria considerar una traducció portuguesa del nom natiu "Sulawesi".

## Geografia

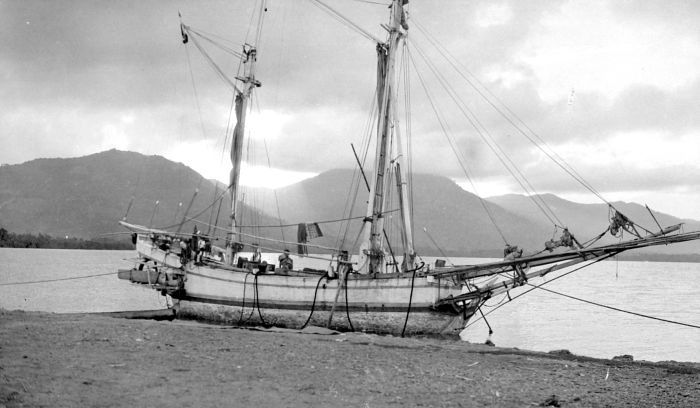
Pinisi de Makassar avarat a una platja 1923-1925

Bandera independentista vista a les Cèlebes

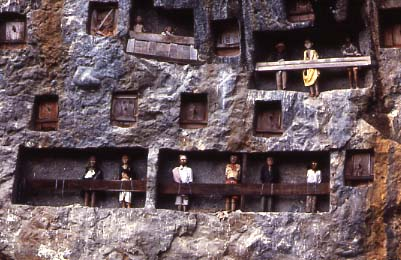
Tombes dels toraja.

Cèlebes és l'onzena illa més gran del món, amb una àrea de 180.680,7 km².
L'illa té una forma molt característica, dominada per quatre grans penínsules i el golf de Tomini. La part central de Cèlebes és accidentada i muntanyosa, de manera que les penínsules de l'illa tradicionalment no han tingut gaire contacte entre elles, i estan més ben comunicades per mar que per terra.
Les tres badies que divideixen les penínsules de Cèlebes són, de nord a sud, la Tomini, la Tolo i la Boni. Aquestes separen la Minahasa o Península del Nord, la Península Oriental, la Península Sud-Est i la Península Sud.
Té una població d'uns 16.500.000 habitants (2005). Les ciutats principals són Macassar, a la costa sud-occidental de l'illa, i Manado, a l'extrem nord. 2.290 km² de l'illa estan ocupats pel Parc Nacional de Lore Lindu, amb espècies animals endèmiques com certs calaus i civetes.
L'Estret de Macassar recorre el costat occidental de l'illa. L'illa està envoltada per Borneo a l'oest, per Filipines al nord, per Maluku a l'est i per Flores i Timor al sud.
Cèlebes es divideix en sis províncies: 
- Cèlebes Central (Sulawesi Tengah)
- Cèlebes Meridional (Sulawesi Selatan)
- Cèlebes Occidental (Sulawesi Barat)
- Cèlebes Septentrional (Sulawesi Utara)
- Cèlebes Sud-oriental (Sulawesi Tenggara)
- Gorontalo

### Illes menors
Les illes Selayar formen una península que s'estén cap al sud des del sud-oest de Cèlebes fins al mar de Flores, que formen part administrativament de Cèlebes. Les illes Sangihe i les illes Talaud s'estenen cap al nord des de l'extrem nord-est de Célebes, mentre que l'illa Buton i els seus veïns es troben al sud-est de la península, les illes Togian es troben al golf de Tomini, i les illes Peleng i Banggai formen un cúmul entre Cèlebes i Moluques. Totes les illes esmentades i moltes més petites formen part administrativament de les sis províncies de Cèlebes.

## Geologia

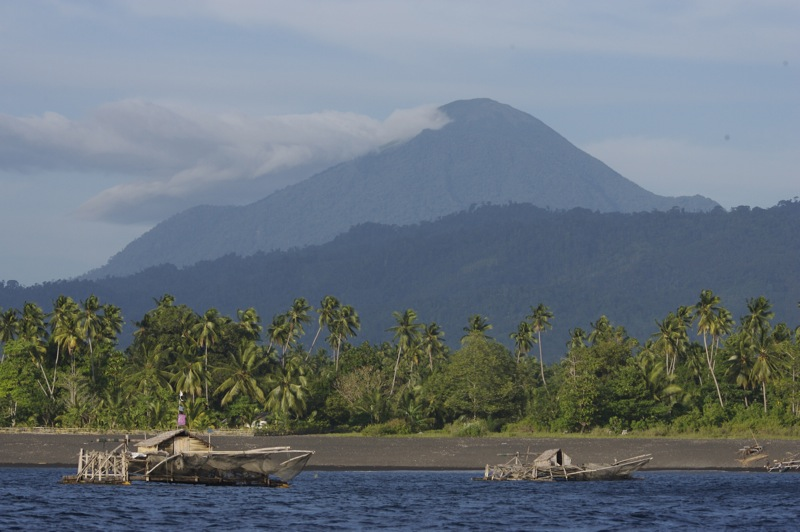
El mont Tongkoko és un volcà al nord de Cèlebes

L'illa s'inclina des de les costes dels mars profunds que envolten l'illa fins a un interior muntanyós alt, majoritàriament no volcànic. Els volcans actius es troben al nord de la península de Minahasa, que s'estenen al nord fins a les illes Sangihe. El nord de la península conté uns quants volcans actius com el mont Lokon, el mont Awu, el Soputan i el Karangetang.
Segons les reconstruccions de plaques, es creu que l'illa es va formar per la col·lisió de terranes de la Placa eurasiàtica (formant l'oest i el sud-oest) i de la placa australiana (formant el sud-est i Banggai), amb arcs insulars anteriorment al Pacífic (formant les penínsules nord i est). A causa dels seus diversos orígens tectònics, diverses falles cicatrius la terra i, com a resultat, l'illa és propensa a terratrèmols, inclosos els mortals terratrèmols de 2018 i 2021.
A la costa oriental de Sulawesi, el mar de Banda del Nord es va crear a través del retrocés de subducció durant el Miocè primerenc. L'evidència d'aquest esdeveniment tectònic es troba en l'extensa xarxa de falles interconnectades que es troba a la zona, una muntanya submarina volcànica amb les seves crestes circumdants i una falca d'acreció. A la costa de l'est de Selawesti i Banggai hi ha una acumulació de roques carbonatades del Miocè final. Aquests carbonats són probablement esculls pinacles i la plataforma de carbonats té un gruix total d'uns 180–770 metres.
Sulawesi, en contrast amb la majoria de les altres illes de la regió biogeogràfica de Wallacea, no és realment oceànica, sinó una illa composta al centre de la zona de col·lisió Àsia-Austràlia. Parts de l'illa estaven enllaçades antigament al marge continental asiàtic o australià i es van separar d'aquestes zones per processos vicariants. A l'oest, l'obertura de l'estret de Makassar va separar Sulawesi occidental de Sundaland a l'Eocè c. 45 Mia. A l'est, la visió tradicional de les col·lisions de múltiples fragments microcontinentals tallats de Nova Guinea amb un marge volcànic actiu a Sulawesi occidental en diferents moments des del Miocè primerenc c. 20 Recentment, Mya ha estat substituïda per la hipòtesi que la fragmentació extensional ha seguit una única col·lisió del Miocè de Cèlebes occidental amb l'esperó de Sula, l'extrem occidental d'un antic cinturó plegat d’origen varisc al Paleozoic tardà.

### Conca dels ossos
La conca dels ossos es troba entre els braços oriental i occidental de Sulawesi. Segons estudis recents, la conca s'ha obert per forces d'extensió. La conca està delimitada per falles normals a cada costat de la conca. Cada costat de la conca està envoltat per roca soterrani aixecada amb sediments joves que es troben al mig. La història geològica passada ha permès una gran acumulació de carbonats que podria conduir a un major potencial d'ocurrències de petroli i gas. Tanmateix, les falles presents a la conca la converteixen en un sistema molt complicat.

## Història
Segons la teoria Out of Taiwan ("sortida de Taiwan"), cap al 4000 aC els habitants de la costa del sud de la Xina, cultivadors de mill i arròs, van començar a creuar l'estret per establir-se a Taiwan, estenent-se cap al 2500 aC des de Taiwan fins a les Filipines, després des de les Filipines fins a Cèlebes i Timor i des d'allà, les altres illes de l'arxipèlag indonesi. Cap al 1500 aC un altre moviment porta des de les Filipines fins a Nova Guinea i més enllà, les illes del Pacífic.
L'islam va penetrar pel sud de les illes i els primers a islamitzar-se foren els regnes de Gowa i Tallo. A la vora hi havia uns quants regnes buginesos sent el principal el de Bone. El regne de Ternate a les Moluques (que havia adoptat l'islam el 1490), exercia influència sobre el regne d'Amboina i el sud de les Moluques i sobre el sud i sud-est de Sulawesi o Cèlebes. Llavors va emergir un sultanat a l'illa de Buton i les illes Muna a la costa sud i sud-est de les Cèlebes; el 1592 el sisè raja de Buton (la dinastia del qual ja governava al segle xv i l'hinduisme s'hi havia introduït per les seves relacions amb Majapahit) s'havia convertit a l'islam amb el nom de Sultan Murhum sota influència d'un àrab vingut del Gujarat. Majapahit es va islamitzar al segle xv i els nobles hindús s'havien refugiat a Buton; el regne va resistir amb força a islamització, però quan es va convertir el sobirà el regne va seguir; es van establir relacions amb Atjeh. Una constitució inspirada en l'islam es va adoptar sota el quart sultà La Elangi (1578-1615) i el sulta de Ternate fou acceptat com a sobirà eminent.
Gowa i Tallo es van unir en un regne dual conegut com a sultanat de Makassar (1607) i va expandir l'islam per la força als regnes bugis o buginesos veïns incloent el principal que era Bone. El 1660 Arung Palakka, membre de la família reial de Bone (però no rei), va fomentar una revolta contra el sultà de Makassar, però no ho va aconseguir i va haver de fugir cap a Java i va demanar protecció a la Companyia Holandesa de les Índies Orientals; el 1666 Makassar estava atacant el sultanat de Buton amb 15.000 homes, i aquest es va salvar mercès a la intervenció holandesa, primer acte de l'atac d'aquests i d'Arung Palakka contra la mateixa Makassar el 1667 que va destruir el poder d'aquest sultanat (La lluita va començar el 24 de novembre de 1666 i va durar fins al 18 de novembre de 1667; el gruix de la guerra fou anomenat primera batalla de Makassar). El tractat de Bungaya (Het Bongaisch Verdrag), imposat per l'almirall holandès Cornelis Janszoon Speelman, i confirmat després el 1669, va donar als holandesos el dret d'establiment permanent, el monopoli amb prohibició de l'establiment d'altres estrangers a Makassar, i va transferir el domini de Bulukumbu-Bira, Maros, Bantaeng i el fort de Makassar (anomenat Ujung Padang); la resta de forts foren destruïts excepte Somba Opu i Ujung Padang va passar a ser la principal fortalesa i va rebre el nom de Fort Rotterdam, mentre Somba Opu restaria com a residència reial. Les relacions es van deteriorar i el 1668 el sultà va atacar als holandesos a Fort Rotterdam el 5 d'agost de 1668. Els holandesos van atacar Fort Somba Opu el 15 de juny de 1669 i el van ocupar el 22 de juny de 1669 en l'anomenada segona batalla de Makassar. El sultà Hasanuddin es va rendir el 30 de juny i la fortalesa de Somba Opu fou destruïda. Encara que el sultanat va subsistir va perdre tota la seva influència sobre els regnes buginesos.
Arung Palakka va estendre el seu poder sobre altres regnes de la regió, especialment Sumbawa (a les illes de la Sonda), Buton (al sud de Cèlebes) i Manado (al nord de Cèlebes) i el 1672 va ser coronar finalment rei de Bone. Arung va morir el 1696. Els sultanats de Cèlebes van subsistir (fins que foren suprimits per la república el 1950). Els holandesos van imposar la seva política comercial monopolista a les illes orientals; els arbres giroflers (excepte els d'Amboina) foren tallats i la pobresa es va estendre per les illes, agreujada per les ràtzies d'Arung Palakka. Els buginesos van perdre les seves fonts de riquesa i van emigrar en massa o es van dedicar a la pirateria; molts es van instal·lar a Gorontalo, al nord de Cèlebes on van estendre l'islam així com al principat veí de Bolaang-Mongondow. Els portuguesos, aliats de Makassar, que eren a Manado, foren expulsats i es van retirar cap a les Filipines.
La regió de Manahasa (Minhasa) al nord de les Cèlebes, va esdevenir oberta als missioners cristians, però per la seva situació més segura els holandesos la van utilitzar com lloc d'acolliment de musulmans rebels procedents d'altres illes, especialment durant el segle xix, entre els quals Kyai Mojo, conseller espiritual del príncep Diponegoro, instigador de la guerra de Java (1825-1830) que es va instal·lar prop del llac Tondano on amb els seus seguidors va fundar Kampung Java Tondano i més tard s'hi van afegir altres musulmans exiliats; el mateix príncep Diponegoro fou exiliat a Makassar (a Ujung Pandang, on va morir el 1855) i l'imam Bonjol, un dels caps de la guerra del Pedir a Sumatra occidental 1821-1837), que va residir a un poble proper a Manado on va establir també una comunitat musulmana en mig d'un entorn cristià (que subsisteix avui dia).
Quan Indonèsia va accedir a la independència el desembre de 1949 no van tardar a esclatar revoltes musulmanes; al sud de les Cèlebes el Darul-Islam es va rebel·lar dirigit pel bugi Kahar Muzakkar (1950-1965) que havia servit com oficial a l'exèrcit indonesi.